# John Shirley-Quirk
Pour les articles homonymes, voir Shirley et Quirk.
John Shirley-Quirk (né le 28 août 1931 à Liverpool et mort le 7 avril 2014 à Bath) est un chanteur britannique d'opéras et d'oratorios (baryton-basse).

## Biographie
Il étudia d'abord le violon et la chimie dans sa ville natale, mais s'en détourna au profit du chant. En 1957, il s'installa à Londres, où il acheva sa formation lyrique. En 1961, il débuta à Glyndebourne, dans le rôle du médecin de Pelléas et Mélisande. En 1964, il devint membre de l’English Opera Group. Il suscita alors l'intérêt de Benjamin Britten, tant pour sa voix à la belle sonorité et à la diction très claire (proche au niveau du timbre de celle de Dietrich Fischer-Dieskau) que pour son physique séduisant. Shirley-Quirk devint l'un des interprètes favoris du compositeur et chef d'orchestre. Celui-ci érigea un monument à sa flexibilité et à son expressivité vocales sous la forme du démon qui, sous huit formes différentes, vient tenter « Gustav von Aschenbach » dans Death in Venice, son ultime chef-d'œuvre.

## Discographie sélective
- Avec Benjamin Britten : Le Songe d'une nuit d'été (A Midsummer Night's Dream), Billy Budd, Owen Wingrave, Le Viol de Lucrèce (The Rape of Lucretia), La Mort à Venise (Death in Venice) (enregistrement dirigé par Steuart Bedford sous la supervision du compositeur gravement malade); The Dream of Gerontius (Edward Elgar), Scènes du « Faust » de Goethe (Robert Schumann)
- Avec Pierre Boulez: L'Échelle de Jacob, Kol Nidré, le Survivant de Varsovie (les trois d'Arnold Schönberg)
- Avec Malcolm Sargent: Requiem (Frederick Delius)
- Avec David Willcocks: Cantate BWV 147 (Jean-Sébastien Bach)
- Avec Colin Davis : Béatrice et Bénédict  et Roméo et Juliette (Hector Berlioz)
- Avec Lamberto Gardelli : Roméo et Juliette (Hector Berlioz)